# Walking with Strangers
Walking with Strangers ist eine 2008 gegründete Metalcore-Band aus Trollhättan.

## Geschichte
Die Band besteht aus dem Sänger Robin Schulz, den Gitarristen Ciffe Lennartsson und Pontus Johansson, dem Bassisten Christian Höijer und dem Schlagzeuger Anton Hallenberg. Das schwedische Label Panic & Action nahm die Band 2011 nach einem Auftritt auf dem Metaltown Festival unter Vertrag. Ihre EP Buried Dead & Gone erschien 2010.
Das Debütalbum Hardships wurde am 16. November 2011 veröffentlicht. Es erschien eine limitierte Auflage von 1.000 Platten mit zwei CDs (die zweite Disk enthält die komplette EP Buried Dead & Gone).
Im November und Dezember 2011 tourte Walking with Strangers gemeinsam mit den Label-Kollegen Adept und More Than a Thousand durch Europa. Diese Konzertreise führte durch Deutschland, Italien, Kroatien, Frankreich, Belgien, die Schweiz, Österreich, Tschechien, Ungarn, Luxemburg und den Niederlanden. Am 4. Juni 2012 erschien mit Legends/Untouchables ihre dritte EP. Im Oktober spielte die Gruppe mit ihren Labelkollegen Aim for the Sunrise eine Co-Headliner-Tour durch Schweden.
Nach einer mehrjährigen Pause kündigte die Gruppe zum 8. Mai 2015 ihr zweites Studioalbum an. Dieses heißt Terra und wird über das wiedereröffnete Label Burning Heart Records veröffentlicht werden. Die erste Single False Flags wurde am 16. März 2015 veröffentlicht. Am 15. Mai 2015 ist das Album Terra dann erschienen.

## Diskografie

### EPs
- 2008: Turning Point
- 2010: Buried Dead & Gone (SFSN)
- 2012: Legends/Untouchables (Panic & Action)

### Alben
- 2011: Hardships (Panic & Action)
- 2015: Terra (Burning Heart Records)